# Wendell Willkie
Wendell Lewis Willkie (nacido Lewis Wendell Willkie; 18 de febrero de 1892-8 de octubre de 1944) fue un abogado y ejecutivo estadounidense, candidato republicano a la presidencia de Estados Unidos en las elecciones de 1940. Willkie atrajo a muchos delegados de la convención por ser el único candidato intervencionista republicano: aunque Estados Unidos se mantuvo neutral hasta el ataque a Pearl Harbor, estaba a favor de una mayor participación de Estados Unidos en la Segunda Guerra Mundial para apoyar al Reino Unido y a otros aliados. Su oponente demócrata, el presidente Franklin D. Roosevelt, ganó las elecciones de 1940 con cerca del 55 % del voto popular y se llevó la votación del colegio electoral por un amplio margen. 

## Biografía
Willkie nació en Elwood (Indiana), en 1892; sus padres eran abogados, y él también lo fue. Sirvió en la Primera Guerra Mundial, pero no fue enviado a Francia hasta los últimos días de la guerra, y no entró en combate. Willkie se instaló en Akron (Ohio), donde inicialmente fue empleado de Firestone, pero se marchó a un bufete de abogados, convirtiéndose en uno de los líderes del Colegio de Abogados de Akron. Gran parte de su trabajo consistía en representar a empresas eléctricas y en 1929 Willkie aceptó un trabajo en Nueva York como abogado de Commonwealth & Southern Corporation (C&S), un holding de empresas de suministros. Ascendió rápidamente y se convirtió en presidente de la empresa en 1933. Roosevelt tomó posesión como presidente de la nación poco después de que Willkie se convirtiera en el máximo dirigente de C&S, y anunció planes para una Autoridad del Valle del Tennessee (TVA) que suministraría energía en competencia con C&S. Entre 1933 y 1939, Willkie luchó contra la TVA en el Congreso, en los tribunales y ante la opinión pública. Al final no tuvo éxito, pero vendió las propiedades de C&S por un buen precio y ganó popularidad. 
Willkie, activista demócrata durante mucho tiempo, cambió su afiliación por la de republicano a finales de 1939. No se presentó a las primarias presidenciales de 1940, pero se posicionó como una opción aceptable para una convención estancada. Buscó el apoyo de los delegados no comprometidos, mientras sus partidarios -muchos de ellos jóvenes- promovían con entusiasmo su candidatura. Ante el avance de las fuerzas alemanas en Europa occidental en 1940, muchos republicanos no querían nominar a un aislacionista como Thomas E. Dewey, y se decantaron por Willkie, que fue nominado en la sexta votación frente al senador de Ohio Robert A. Taft. El apoyo de Willkie a prestar ayuda a los británicos eliminó este punto de debate como un factor importante en su carrera contra Roosevelt, pues ambos estaban de acuerdo, y Willkie también apoyó al presidente en lo que respecta a un servicio militar obligatorio en tiempos de paz. Ambos adoptaron posiciones más aislacionistas hacia el final de la contienda. Roosevelt ganó un tercer mandato sin precedentes, obteniendo 38 de los 48 estados. 
Tras las elecciones, Willkie realizó dos viajes al extranjero en tiempos de guerra como enviado informal de Roosevelt, y como líder nominal del Partido Republicano dio al presidente todo su apoyo. Esto enfureció a muchos conservadores, especialmente porque Willkie abogaba cada vez más por causas liberales o internacionalistas. Willkie se presentó a la candidatura republicana en 1944, pero se retiró tras una desastrosa actuación en las primarias de Wisconsin en abril. Él y Roosevelt discutieron la posibilidad de formar, después de la guerra, un partido político liberal, pero Willkie murió en octubre de 1944 antes de que la idea pudiera fructificar. Willkie es recordado por haber prestado a Roosevelt una ayuda política vital en 1941, que ayudó al presidente a aprobar la Ley de Préstamo y Arriendo para enviar suministros al Reino Unido y a otras naciones aliadas.